# Zéfiro (filme)
Zéfiro é um filme de docuficção histórica português de 1993, realizado por José Alvaro Morais e escrito por Morais com Jorge Marecos Duarte. Na média-metragem, misturando um registo documental e outro ficcional, Luís Miguel Cintra assume o papel de narrador, apresentando um trajeto desde o estuário do Rio Tejo ao longo do Sul de Portugal, paralelamente à fuga de um criminoso (interpretado por Marcello Urgeghe) do país.  A produção resultou, para além de um corte cinemático, num corte televisivo com metade da duração, intitulado Margem Sul, mais fiel a um modelo clássico do documentário.
Rodado em 1993, Zéfiro foi estreado a 10 de agosto desse ano, no Festival Internacional de Cinema de Locarno. Comercialmente, o filme foi lançado nos cinemas de Portugal a 16 de setembro de 1994. Em televisão, a RTP2 estreou Margem Sul a 15 de outubro de 1996.

## Sinopse
Junto à Igreja de São Vicente de Fora, um criminoso inicia a sua fuga. Lisboa é, geograficamente, a última das cidades mediterrâneas, condenada ao Oceano Atlântico pelo Rio Tejo que divide o país em dois e separa a capital da península de Setúbal. É a rota dos cacilheiros que liga Lisboa e o criminoso à margem sul. Inicia-se uma viagem metafórica e cinematográfica sobre Portugal Meridional, cruzando as planícies alentejanas em direção à serra do Algarve.
Ao chegar à margem sul, o narrador muda de tom. Evoca os povos que se sucederam ou coexistiram ao longo da história do extremo Sul. Várias culturas se juntaram e se mesclam ainda, dando origem a uma identidade bastante singular. O fugitivo, enquanto se esconde dos agentes policiais, tem vislumbres dessa sociedade. Chegando ao mar, o narrador pára a contra-gosto, como se fosse continuar até ao Mediterrâneo tal como o criminoso. De noite, o narrador vira-se com desilusão para o Norte e, atravessando o Rio Tejo, regressa ao ponto de partida: Lisboa.

## Elenco
- Marcello Urghege, como 1º Homem-sombra.
- Luís Miguel Cintra, como Narrador.
- Paula Guedes, como Mulher-sombra.
- Inês de Medeiros, como Rapariga de vermelho.
- José Meireles, como Moletilha.
- Rogério Paulo, como Lavrador.[9]
- Fernando Heitor, como 2º Homem-sombra.
- Paulo Pires, como Oficial da Marinha Corto Maltese.
- Alexandre Fernandes, como Marinheiro que dança.
- Manuel Lobão, como Trabalhador preso.
- José Blanco Xil, como Agente da PIDE.

###### Participações adicionais
- António Antunes, como Eremita.
- Rafael Godinho, como Cantor solista.
- Rancho dos Cantares de Vila Nova de São Bento.

## Equipa técnica
- Realização: José Álvaro Morais
- Argumento: José Álvaro Morais e Jorge Marecos Duarte
- Direção de fotografia: Edgar Moura
- Figurinos: Frederica Nascimento e Luís Mesquita[10]
- Som: Vasco Pimentel
- Música: Carlos Azevedo
- Músicos: Miguel Azguime (Percussão), Ricardo Rocha (Guitarra Portuguesa) e Carlos Xavier (Piano)
- Montagem: Claudio Martinez
- Direção de produção: Ângela Cerveira
- Produção executiva: Joaquim Pinto[11]
- Genérico: João Botelho

## Produção

### Desenvolvimento
Morais planeava a adaptação de A Corte do Norte, de Agustina Bessa-Luís, quando uma série de constrangimentos criaram um impasse que o libertou para aceitar o convite de Joaquim Pinto de participar no projeto televisivo TV Hyke, uma coleção de filmes sobre percursos por Portugal. Quando se disponibilizou para realizar um dos filmes do projeto, "a primeira ideia que tive foi fazer o trajeto entre as duas margens do Tejo em frente de Lisboa. Quando chegámos à outra margem fomos um bocadinho mais abaixo, até Vila Real de Santo António" (José Álvaro Morais).
Desde logo, o realizador considerou que poderia ser interessante criar uma obra híbrida, utilizando uma vertente documental acerca da história do Sul de Portugal para desencadear uma ficção. Para desenvolver consigo estas intenções num argumento, Morais convidou Jorge Marecos Duarte. Basearam-se nos trabalhos do historiador Orlando Ribeiro (que escrevera sobre o Mar Mediterrâneo) e do arqueólogo Cláudio Torres (que defendeu em artigos a ideia de que o Sul do país começa na margem sul do Tejo). Torres serviu de consultor científico da obra e numa das conversas com o autor acerca das suas ideias, explicou-as utilizando um mapa em relevo da Península Ibérica, que seria recriado numa maior escala, em estúdio, para a rodagem. O nível de detalhe despendido na fase de escrita terá tornado o processo de produção bastante célere.
O projeto português foi rodado em 1993 em 35 mm, tendo contado com a produção do GER (Grupo de Estudos e Realizações) e da RTP. Resultou em duas versões diferentes:
- Zéfiro: Corte cinemático, média-metragem de docuficção de 52 minutos.[16]
- Margem Sul: Corte televisivo, curta-metragem documental de 26 minutos.[17]

### Castinge equipa
Em Zéfiro, José Álvaro Morais volta a contar com a participação no elenco de Paula Guedes e Luís Miguel Cintra, depois de os ter dirigido em O Bobo. Paulo Pires estreia-se em cinema nesta obra. Zéfiro marca também o reencontro do realizador com o cinematógrafo brasileiro Edgar Moura, com quem havia colaborado nas suas primeiras curtas-metragens académicas, em Bruxelas (The Upper Room e El Día Que Me Quieras).

## O filme na sérieTV Hyke
Margem Sul é um dos três telefilmes da coleção TV Hyke, produzida em 1993 por Joaquim Pinto. Cada filme, com um realizador diferente, tem como ponto comum a exploração de locais e trajetos pouco promovidos em Portugal. Joaquim Pinto é o autor do primeiro episódio, Para Cá dos Montes, gravado na aldeia de Seara Velha (Chaves), enquanto António Campos realizou o segundo, A Tremonha de Cristal, no qual explorou as paisagens das salinas e da Ria de Aveiro.
Zéfiro seria o terceiro episódio, mas, enquanto diretor na RTP, Fernando Lopes exigiu que o mesmo respeitasse a duração pretendida para o projeto de 25 minutos. Morais optou por abdicar da maior parte das cenas de ficção, o que resultaria em Margem Sul. Nesta montagem mais fiel ao modelo clássico do documentário, o realizador explora o estuário do Tejo e as suas características Mediterrâneas.

## Temas e estética
A média-metragem apresenta elementos de produção televisiva (por exemplo, os atores são tratados em grande plano e nota-se uma montagem cerrada), mas não esconde um fascínio cinematográfico, com influências de road movie. O que mais a caracteriza é, de facto, um movimento de descoberta do Sul de Portugal. O próprio cineasta assumiu que "pareceu-me interessante ir descobrindo o que há para lá desse horizonte (lisboeta) próximo. E não só um horizonte físico, mas um horizonte temporal". Para esse efeito, José Álvaro Morais filma, por um lado, o presente e o passado em invasão do presente, e por outro, o real e o mitológico em invasão do real. É deste modo que os elementos ficcionais da narrativa se mesclam com uma base documental.
Zéfiro conceptualiza o estuário do Tejo como sendo um Mediterrâneo em miniatura e discute a sua importância ao longo do desenvolvimento de Lisboa. Acompanhando a teoria proposta por Cláudio Torres, a obra retrata a história de sucesso do monoteísmo cristão como sendo dependente da estratégia de fortalecimento do império romano. A média-metragem demonstra um ponto de vista claro quando defende que a Reconquista Cristã se fez por via da imposição violenta do seu Deus à comunidade do Sul da Península Ibérica, onde conviviam diversas fés em relativa tolerância. Deste modo, a perseguição policial ao protagonista surge como um paralelismo e resquício desse espírito destrutivo.

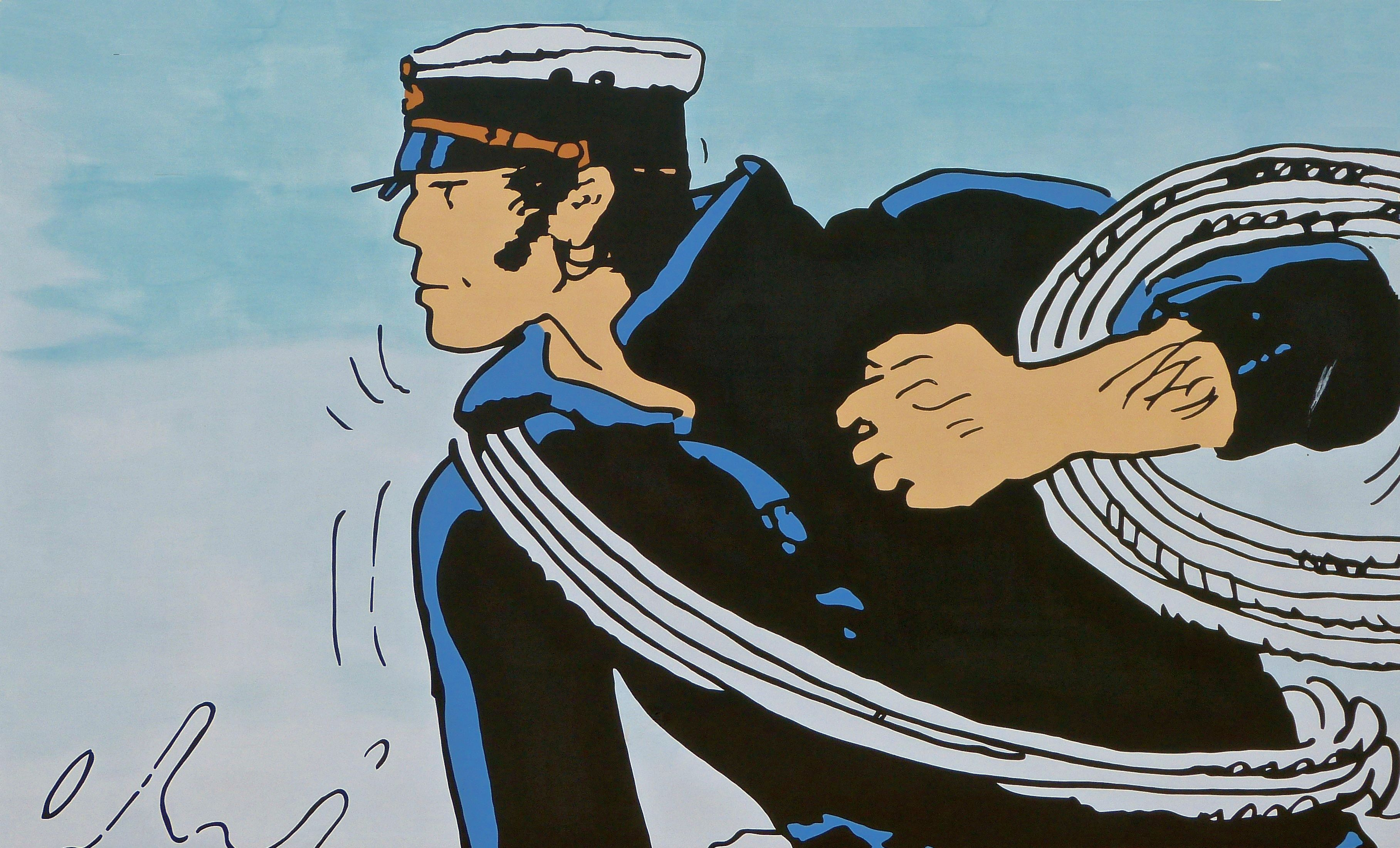
No filme, um personagem aludindo a Corto Maltese paira sobre Lisboa.

Zéfiro encerra uma primeira fase da filmografia de José Álvaro Morais (que inclui Ma Femme Chamada Bicho e O Bobo), na qual o seu prazer em usar espaços urbanos facilmente identificáveis como décor se associa a um cinema do lugar e se incrusta na representação da portuguesidade. Tal é notório desde logo pela atribuição ao filme do nome do vento que conduzia os navegadores dos descobrimentos a Portugal. No seu ensaio acerca do cineasta, João Maria Mendes propõe que o estranho personagem que alude ao herói da banda desenhada Corto Maltese, de Hugo Pratt, funciona como um anjo da guarda do protagonista fugitivo no sentido em que "desviava a atenção de Espanha, substituindo-a por um imaginário do Mediterrâneo Oriental, talvez abruptamente importado para ali, e que levava o filme a não atravessar a fronteira, concluindo-se na foz do Guadiana, diante de Ayamonte". Com Peixe-Lua verifica-se, então, o início de uma nova fase, na qual o cineasta continua a interessar-se numa reflexão sobre o Sul, mas as fronteiras desaparecem e as suas personagens percorrem livremente o território Sul de toda a Península Ibérica.

## Distribuição
Zéfiro foi selecionado para a 46ª edição do Festival Internacional de Cinema de Locarno (Suíça), onde estreou a 10 de agosto de 1993. Em Portugal, a obra ante-estreou a 16 de junho de 1994, numa sessão na Cinemateca Portuguesa (Lisboa). Sendo distribuído pela Atalanta Filmes, o filme teria estreia comercial no país a 16 de setembro do mesmo ano, no cinema King (Lisboa). Tal decorreu no âmbito de Lisboa '94 (Capital Europeia da Cultura), juntamente com o lançamento de Manual de Evasão (Edgar Pêra), Pax (Eduardo Guedes) e Três Palmeiras (João Botelho). No mês seguinte, a média-metragem chegou ao Brasil, quando integrou a seleção da 18ª Mostra Internacional de Cinema de São Paulo. Em televisão, a RTP2 estreou a versão reduzida da obra, o documentário Margem Sul, a 15 de outubro de 1996.

A 2 de setembro de 2005, dia de aniversário de José Álvaro Morais, a Atalanta Filmes lançou em DVD uma edição de três discos da obra integral do realizador, na qual constam Zéfiro e Margem Sul. Os DVDs incluem depoimentos de colaboradores e atores que trabalharam com o cineasta, como Agustina Bessa-Luís e Luís Miguel Cintra, entre outros.